# Купеческий дом Асмоловых
Купеческий дом Асмоловых — памятник архитектуры регионального значения в городе Ростове-на-Дону. Расположен на улице Пушкинская, 44. До Октябрьской революции принадлежал купцу В. И. Асмолову. Был частично разрушен во время Великой Отечественной войны.